# Australian Open 1988
Die Australian Open 1988 fanden vom 11. bis 24. Januar 1988 in Melbourne statt. Es handelte sich um die 76. Auflage des Grand-Slam-Turniers in Australien.
Titelverteidiger im Einzel waren Stefan Edberg bei den Herren sowie Hana Mandlíková bei den Damen. Im Herrendoppel waren dies Stefan Edberg und Anders Järryd, im Damendoppel Martina Navratilova und Pam Shriver und im Mixed Zina Garrison und Sherwood Stewart.

## Herreneinzel

### Setzliste
| Nr. | Spieler              | Erreichte Runde |
| --- | -------------------- | --------------- |
| 01. | Ivan Lendl           | Halbfinale      |
| 02. | Stefan Edberg        | Halbfinale      |
| 03. | Mats Wilander        | Sieg            |
| 04. | Pat Cash             | Finale          |
| 05. | Yannick Noah         | Achtelfinale    |
| 06. | Anders Järryd        | Viertelfinale   |
| 07. | Henri Leconte        | 3. Runde        |
| 08. | Slobodan Živojinović | 3. Runde        |

| Nr. | Spieler              | Erreichte Runde |
| --- | -------------------- | --------------- |
| 09. | Jakob Hlasek         | 1. Runde        |
| 10. | Amos Mansdorf        | 1. Runde        |
| 11. | Peter Lundgren       | 2. Runde        |
| 12. | Christo van Rensburg | 3. Runde        |
| 13. | Paul Annacone        | 1. Runde        |
| 14. | Jonas Svensson       | Achtelfinale    |
| 15. | Kelly Evernden       | 1. Runde        |
| 16. | Wally Masur          | Achtelfinale    |

## Dameneinzel

### Setzliste
| Nr. | Spielerin            | Erreichte Runde |
| --- | -------------------- | --------------- |
| 01. | Steffi Graf          | Sieg            |
| 02. | Martina Navratilova  | Halbfinale      |
| 03. | Chris Evert          | Finale          |
| 04. | Pam Shriver          | Achtelfinale    |
| 05. | Hana Mandlíková      | Viertelfinale   |
| 06. | Helena Suková        | Viertelfinale   |
| 07. | Zina Garrison        | 2. Runde        |
| 08. | Claudia Kohde-Kilsch | Halbfinale      |

| Nr. | Spielerin          | Erreichte Runde |
| --- | ------------------ | --------------- |
| 09. | Lori McNeil        | Achtelfinale    |
| 10. | Barbara Potter     | Achtelfinale    |
| 11. | Sylvia Hanika      | Achtelfinale    |
| 12. | Bettina Bunge      | Rückzug         |
| 13. | Catarina Lindqvist | Achtelfinale    |
| 14. | Dianne Balestrat   | 1. Runde        |
| 15. | Wendy Turnbull     | Rückzug         |
| 16. | Elizabeth Smylie   | 1. Runde        |

## Herrendoppel

### Setzliste
| Nr. | Paarung                            | Erreichte Runde |
| --- | ---------------------------------- | --------------- |
| 01. | Paul Annacone Christo van Rensburg | Achtelfinale    |
| 02. | Guy Forget Slobodan Živojinović    | Achtelfinale    |
| 03. | John Fitzgerald Anders Järryd      | Viertelfinale   |
| 04. | Peter Doohan Laurie Warder         | 1. Runde        |
| 05. | Rick Leach Jim Pugh                | Sieg            |
| 06. | Sammy Giammalva Jim Grabb          | 1. Runde        |
| 07. | Darren Cahill Mark Kratzmann       | Achtelfinale    |
| 08. | Tim Wilkison Todd Witsken          | Achtelfinale    |

| Nr. | Paarung                          | Erreichte Runde |
| --- | -------------------------------- | --------------- |
| 09. | Carl Limberger Mark Woodforde    | 2. Runde        |
| 10. | Marty Davis Brad Drewett         | Halbfinale      |
| 11. | Eddie Edwards Gary Muller        | Achtelfinale    |
| 12. | Matt Anger Tim Pawsat            | 1. Runde        |
| 13. | Broderick Dyke Wally Masur       | 1. Runde        |
| 14. | Paul Chamberlin Sherwood Stewart | Achtelfinale    |
| 15. | Jonas Svensson Magnus Tideman    | Viertelfinale   |
| 16. | Kelly Evernden Johan Kriek       | Viertelfinale   |

## Damendoppel

### Setzliste
| Nr. | Paarung                            | Erreichte Runde |
| --- | ---------------------------------- | --------------- |
| 01. | Martina Navratilova Pam Shriver    | Sieg            |
| 02. | Claudia Kohde-Kilsch Helena Suková | Rückzug         |
| 03. | Lori McNeil Betsy Nagelsen         | Rückzug         |
| 04. | Steffi Graf Elizabeth Smylie       | Halbfinale      |
| 05. | Zina Garrison Barbara Potter       | Halbfinale      |
| 06. | Hana Mandlíková Jana Novotná       | Viertelfinale   |
| 07. | Chris Evert Wendy Turnbull         | Finale          |
| 08. | Rosalyn Fairbank Candy Reynolds    | 1. Runde        |

| Nr. | Paarung                               | Erreichte Runde |
| --- | ------------------------------------- | --------------- |
| 09. | Jenny Byrne Janine Thompson           | Achtelfinale    |
| 10. | Catarina Lindqvist Robin White        | Achtelfinale    |
| 11. | Catherine Suire Catherine Tanvier     | Achtelfinale    |
| 12. | Jo Durie Sharon Walsh-Pete            | 1. Runde        |
| 13. | Patricia Hy Etsuko Inoue              | Achtelfinale    |
| 14. | Michelle Jaggard Marcella Mesker      | Achtelfinale    |
| 15. | Ann Henricksson Christiane Jolissaint | Achtelfinale    |
| 16. | Belinda Cordwell Julie Richardson     | 2. Runde        |

## Mixed

### Setzliste
| Nr. | Paarung                          | Erreichte Runde |
| --- | -------------------------------- | --------------- |
| 01. | Guy Forget Lori McNeil           | 1. Runde        |
| 02. | John Fitzgerald Elizabeth Smylie | Viertelfinale   |
| 03. | Peter Doohan Wendy Turnbull      | 1. Runde        |
| 04. | Sherwood Stewart Zina Garrison   | 1. Runde        |

| Nr. | Paarung                    | Erreichte Runde |
| --- | -------------------------- | --------------- |
| 05. | Jim Pugh Jana Novotná      | Sieg            |
| 06. | Kim Warwick Jenny Byrne    | 1. Runde        |
| 07. |                            |                 |
| 08. | Chip Hooper Candy Reynolds | 1. Runde        |

## Juniorendoppel

### Setzliste
| Nr. | Paarung                           | Erreichte Runde |
| --- | --------------------------------- | --------------- |
| 01. | Jason Stoltenberg Todd Woodbridge | Sieg            |
| 02. | Johan Anderson Richard Fromberg   | Finale          |
| 03. | Cristian Brandi Francesco Pisilli | Viertelfinale   |
| 04. | Andrew Florent Glen Kellett       | Halbfinale      |

| Nr. | Paarung                           | Erreichte Runde |
| --- | --------------------------------- | --------------- |
| 05. | Massimo Ardinghi Massimo Boscatto | Halbfinale      |
| 06. | Jason Carriage John Marinov       | Viertelfinale   |
| 07. | Michael Brown Bret Richardson     | Viertelfinale   |
| 08. | Andrew Kratzmann Peter Tramacchi  | Achtelfinale    |

## Juniorinnendoppel

### Setzliste
| Nr. | Paarung                         | Erreichte Runde |
| --- | ------------------------------- | --------------- |
| 01. | Jo-Anne Faull Rachel McQuillan  | Sieg            |
| 02. | Bilynda Potter Kristine Radford | Viertelfinale   |
| 03. | Amy Frazier Ann Grossman        | Halbfinale      |
| 04. | Kate McDonald Rennae Stubbs     | Finale          |

| Nr. | Paarung                              | Erreichte Runde |
| --- | ------------------------------------ | --------------- |
| 05. | Sarah Loosemore Samantha Smith       | Viertelfinale   |
| 06. | Julie Halard-Decugis Celine Tournant | Achtelfinale    |
| 07. | Michelle Bowrey Kimberly Kessaris    | Halbfinale      |
| 08. | Hiroko Hara Reiko Noguchi            | Viertelfinale   |